# Эова (король Мерсии)
Эова (др.-англ. Eowa, Eawa) — король Мерсии (ок. 626 — 5 августа 642). Сын короля Мерсии Пиббы и брат короля Мерсии Пенды, соправителем которого (как король Северной Мерсии) являлся согласно «Истории бриттов».
Сражался и погиб в битве при Майс-Когви 5 августа 642 года.
Его потомками считаются короли Мерсии Этельбальд и Оффа.